# El Viso del Alcor
El Viso del Alcor ist eine Stadt in der Provinz Sevilla in Spanien mit 19.310 Einwohnern (Stand: 2024). Sie ist Teil der Comarca Campiña de Carmona in Andalusien. 

## Söhne und Töchter der Stadt
- Israel Puerto (* 1993), Fußballspieler